# Berufliches Rehabilitierungsgesetz
Das Berufliches Rehabilitierungsgesetz (BerRehaG) enthält zahlreiche Sonderregelungen für Personen, die infolge einer rechtsstaatswidrigen Verfolgung in der sowjetischen Besatzungszone und in der DDR berufliche Nachteile erlitten haben. Es gehört zusammen mit dem gleichzeitig verkündeten Verwaltungsrechtlichen Rehabilitierungsgesetz und dem bereits früher verkündeten Strafrechtlichen Rehabilitierungsgesetz zu den Gesetzen, die dem Ausgleich des SED-Unrechts dienen.

## Anspruchsberechtigte
Anspruchsberechtigt sind Verfolgte im Sinne des § 1 BerRehaG. Verfolgte sind Personen, die aus folgenden Gründen zumindest zeitweilig ihren bisher ausgeübten, begonnenen, erlernten oder durch den Beginn einer berufsbezogenen Ausbildung nachweislich angestrebten oder einen sozial gleichwertigen Beruf nicht ausüben konnten:
- sie erlitten eine rechtsstaatswidrige Freiheitsentziehung nach dem Strafrechtlichen Rehabilitierungsgesetz
- sie waren in Gewahrsam im Sinne des Häftlingshilfegesetzes genommen worden
- sie waren Opfer einer rechtsstaatswidrigen Verwaltungsentscheidung nach dem Verwaltungsrechtlichen Rehabilitierungsgesetz
- sie waren anderweitig Opfer politischer Verfolgung

In den ersten drei Fällen ist die Verfolgung grundsätzlich durch eine erfolgte Rehabilitierung durch die jeweils zuständigen Stellen nachzuweisen. Nur im letzten Fall erfolgt eine Einzelfallprüfung.
Entschädigt wird die konkret erlittene Verfolgungszeit. Verfolgungszeit ist nach § 2 BerRehaG die Dauer der Freiheitsentziehung bzw. des Gewahrsams oder die Zeit, in der der Verfolgte aufgrund einer rechtsstaatswidrigen Maßnahme unverschuldet seinen Beruf nicht ausüben oder nur einen geringwertigeren Beruf ausüben konnte.
Wer selbst gegen die Grundsätze der Menschlichkeit und Rechtsstaatlichkeit verstoßen hat, kann grundsätzlich keine Entschädigungsleistungen nach diesem Gesetz beanspruchen (§ 4 BerRehaG).
Mit dem Gesetz gelten sämtliche zivilrechtlichen Ansprüche gegen die ehemalige DDR als abgegolten, weitergehende Ansprüche als die, die sich aus diesem Gesetz ergeben, sind ausgeschlossen (§ 5 BerRehaG).

## Zuständigkeit
Zuständig sind die Rehabilitierungsbehörden in den neuen Bundesländern. Örtlich zuständig ist das Bundesland, auf dessen Gebiet die Verfolgung stattfand. (§ 17 BerRehaG)
Antragsberechtigt sind der Verfolgte und ggfs. seine Hinterbliebenen, wenn ein rechtliches Interesse an der Feststellung besteht. Anträge können seit der Gesetzesänderung vom 22. November 2019 unbefristet gestellt werden, denn § 23 BerRehaG wurde gestrichen. Anträge müssen grundsätzlich die Formvorschriften des § 21 BerRehaG erfüllen, also einen detaillierten Lebenslauf mit Art und Umfang der beruflichen Benachteiligung beinhalten.
Bei Streitigkeiten nach diesem Gesetz ist der Rechtsweg zu den Verwaltungsgerichten gegeben; eine Berufung oder eine Beschwerde gegen Entscheidungen der Verwaltungsgerichte ist ausgeschlossen. (§ 27 BerRehaG)

## Leistungen

### Leistungen für verfolgte Schüler
Wer bereits als Schüler eine politische Verfolgung erlitt, erhält eine bevorzugte berufliche Fortbildung und Umschulung. Als politische Verfolgung gilt nach § 3 BerRehaG:
- die Nichtzulassung zur EOS, die Verweisung von der EOS und die Nichtzulassung zur Reifeprüfung jeweils aus politischen Gründen,
- die Ablehnung eines Hochschulstudiums aus politischen Gründen,
- die Verweisung von einer anderen Schule aus politischen Gründen

Diese Schüler genießen gewisse Vorzugsrechte bei der beruflichen Fortbildung:
- Anspruch auf eine berufliche Weiterbildung der Agentur für Arbeit als Pflichtleistung und nicht als Ermessensleistung, insbesondere ohne die Anspruchsvoraussetzung eines Bildungsgutscheins
- Anspruch auf Arbeitslosengeld bei beruflicher Weiterbildung (ehemals Unterhaltsgeld) bei Absolvierung einer beruflichen Weiterbildung, selbst wenn die Anwartschaftszeit für einen Anspruch auf Arbeitslosengeld nicht erfüllt ist
- Erstattung sämtlicher Kosten, die durch die berufliche Weiterbildung anfallen
- Umwandlung von Darlehen nach § 44 Abs. 2a AFG in Zuschüsse

Anträge sind bei der Bundesagentur für Arbeit zu stellen. Die Antragstellung ist noch bis zum 31. Dezember 2020 möglich. (§ 24 Abs. 1 BerRehaG)
Außerhalb des Beruflichen Rehabilitierungsgesetzes geregelt sind z. B. Ansprüche auf Leistungen nach BAföG ohne Altersgrenze für bis zum 1. Januar 2003 begonnene Ausbildungen sowie Erlass von Darlehensrückzahlungsansprüchen auf geleistete BAföG- und KfW-Darlehen (§ 60 BAföG).

### Ausgleichsrente
Verfolgte, die in ihrer wirtschaftlichen Lage besonders geschädigt sind, erhalten eine Ausgleichsrente zum Ausgleich der erlittenen beruflichen Nachteile. Seit der Gesetzesänderung vom 22. November 2019 können verfolgte Schüler diesen Abschnitt auch in Anspruch nehmen (ergänzter § 3 BerRehaG). Voraussetzungen sind nach § 8 BerRehaG:
- Die Verfolgungszeit betrug gem. § 8 (2)[1] BerRehaG mehr als drei Jahre oder endete erst mit Auflösung der DDR
- Das Einkommen des Verfolgten und seines Ehegatten überschreitet eine Einkommensgrenze nicht, die sich zusammensetzt aus dem Zweifachen des Regelsatzes im Sinne der Sozialhilfe, Freibeträge für den Ehegatten und minderjährige Kinder sowie die Kosten der Unterkunft in tatsächlicher Höhe. Bei Überschreiten der Einkommensgrenze wird das übersteigende Einkommen auf die Ausgleichsrente angerechnet.
- Der Verfolgte erhält nicht bereits eine eigene Rente aus der gesetzlichen Rentenversicherung.

Die Ausgleichsrente beträgt 240 Euro, für Bezieher einer eigenen Rente aus der gesetzlichen Rentenversicherung 180 Euro (§ 8 Absatz 1 BerRehaG). Sie wird bei anderen Sozialleistungen nicht angerechnet und ist unpfändbar. (§ 9 BerRehaG)
Zwischen dem Beginn der Verfolgungszeit und dem Eintritt des Rentenbezugs müssen mindestens sechs Jahre liegen (§ 8 Absatz 2 BerRehaG).
Anträge sind beim örtlichen Sozialhilfeträger zu stellen (§ 24 Abs. 2 BerRehaG). Die Antragstellung ist seit der Gesetzesänderung vom 22. November 2019 unbefristet möglich.

### Ausgleich von Nachteilen in der Rentenversicherung
Dieser Abschnitt enthält bestimmte Regeln zur Berücksichtigung von Zeiten erlittener politischer Verfolgung in der DDR in der gesetzlichen Rentenversicherung.
- Die Verfolgungszeit, in der keine eine Rentenversicherungspflicht begründende Beschäftigung ausgeübt werden konnte, gilt als Pflichtbeitragszeit in der gesetzlichen Rentenversicherung. (§ 11 BerRehaG) Die Berechnung der Entgeltpunkte für diese Zeiten ist in § 13 BerRehaG geregelt.
- Konnte eine Hochschul- oder Fachschulausbildung aufgrund einer Verfolgung nicht abgeschlossen werden, werden diese Zeiten aus rentenrechtlicher Sicht so behandelt, als wäre die Ausbildung abgeschlossen werden; die Zeiten gelten insofern in vollem Umfang als Anrechnungszeit. Konnte die Ausbildung aufgrund einer Verfolgung erst später abgeschlossen werden, erhöht sich die Höchstdauer für die Anerkennung von Anrechnungszeiten um das Doppelte. (§ 12 BerRehaG)

Für die Zusatz- und Sonderversorgungssysteme der DDR enthält § 14 BerRehaG eine ähnliche Regelung; auch hier werden Verfolgungszeiten entsprechend berücksichtigt.
Die dadurch erhöhten Rentenbeiträge sind gegebenenfalls rückwirkend zum 1. Juli 1990 zu leisten. (§ 16 BerRehaG)